# Свежий Родник
Свежий Родник — поселок в Бузулукском районе Оренбургской области. Входит в состав сельского поселения Лисьеполянский сельсовет.

## География
Находится на расстоянии примерно 19 километров по прямой на северо-восток от города Бузулук.

## История
Бывшее отделение колхоза «17 Партсъезда». С 1992 года известно как хозяйство братьев Хвостовых (СПК «Свежий Родник»).

## Население
Население составляло 35 человек в 2002 году (94% русские), 24 по переписи 2010 года.